# M. Butterfly (film)
M. Butterfly este un film dramatic american din 1993 regizat de către David Cronenberg. Scenariul scris de către David Henry Hwang se bazează pe piesa sa de teatru omonimă.

## Subiect
Inspirat de evenimente adevărate, filmul îl prezintă pe René Gallimard, un diplomat francez (Irons) instalat la Beijing, China în anii '60 care se îndrăgostește de o interpretă de operă chineză tradițională, Song (Lone), care în realitate este un spion în slujba guvernului chinez. Relația lor va dura două decenii, timp în care Gallimard pare a nu ști (sau nu vrea să știe) că toate rolurile din opera chineză tradițională sunt interpretate de către bărbați. În cele din urmă, Gallimard își trădează țara și este judecat pentru trădare, ceea ce îl obligă să conștientizeze adevărul despre relația sa. Confruntat cu adevărul de nesuportat că iubita sa este de fapt un bărbat, Gallimard va adopta el însuși rolul lui Butterfly, femeia care a murit de dragul unei iubiri iluzorii.

## Distribuție
- Jeremy Irons - René Gallimard
- John Lone - Song Liling
- Ian Richardson - Ambasador Toulon
- Barbara Sukowa - Jeanne Gallimard
- Annabel Leventon - Frau Baden
- Shizuko Hoshi - Comrade Chin
- Vernon Dobtcheff - Agent Entacelin

## Legături externe
- M. Butterfly la Internet Movie Database

## Vezi și
- 1993 în film